# فردی علیه جیسون
فردی علیه جیسون (به انگلیسی: Freddy vs. Jason) یک فیلم ترسناک و اسلشر آمریکایی است، به کارگردانی رانی یو که در سال ۲۰۰۳ منتشر شد. این فیلم ترکیبی از سری فیلم‌های جمعه سیزدهم و کابوس در خیابان الم است و داستان آن دربارهٔ نبرد شخصیت‌های فردی کروگر علیه جیسون ورهیز است. این فیلم، آخرین بازی رابرت انگلوند در نقش فردی کروگر، پس از ایفای نقش در هفت فیلم گذشته این سری است.

## داستان
فردی کروگر از یادها رفته و برای اینکه از جهنم به رویاهای دیگران برگردد باید حتماً از کسی کمک بگیرد. کسی که قدرت‌های شبیه او را دارد. و او از جیسون ورهیز استفاده می‌کند و خود را جای مادر او می‌گذارد. اما جیسون ورهیز از اینکه فردی کروگر از ندای مادر او برای نفع خود استفاده کرده اصلاً خوشش نمی‌آید. به همین دلیل اهالی دریاچه کریستال و خیابان الم دچار وحشت مبارزهٔ فردی کروگر و جیسون ورهیز می‌شوند …